# هوگو بلاشکه
هوگو بلاشکه (آلمانی: Hugo Blaschke) یک دندان‌پزشک اهل آلمان بود. وی از سال ۱۹۳۳ تا ۱۹۴۵ دندان‌پزشک شخصی آدولف هیتلر بود.
وی در می ۱۹۴۵ توسط نیروهای آمریکایی دستگیر شد اما سه سال بعد آزاد شد. وی پس از آزادی مدتی به‌عنوان دندان‌پزشک در دادگاه نورنبرگ کار می‌کرد.